# Fruits Basket
Fruits Basket (japanski Furutsu Basuketto) je anime serija redatelja Akitaroa Daičija, snimljena po istoimenoj mangi Nacuki Takaje.
Riječ "fruits" u naslovu je uvijek u množini; pošto u japanskom jeziku ne postoji glas "tu", stoga se koristi glas "tsu" i tako dolazi do "fruits", umjesto "fruit". Naslov dolazi od dječje igre koja se igra u japanskim osnovnim školama. 

## Priča
Radnja prati srednjoškolku Touru Honda, koja je nedavno ostala bez majke. Seli se djedu, koji nedugo nakon selidbe odluči preurediti stan, te Touru odlazi živjeti sama. Iako živi u šatoru, ide u školu i radi, ne gubi optimističan stav. 
Jednog dana, Touru nalazi u šumi kuću u kojoj živi njezin školski kolega Juki Souma i njegov stariji rođak Šigure Souma. Kada saznaju u kojim uvjetima Touru živi sažale se, te ju odluče pozvati da živi s njima. A i trebao im je netko tko će im obavljati kućanske poslove. Kada sazna da joj je šator uništen, zajedno s majčinom slikom i svim osobnim stvarima, Touru prihvaća ponudu. 
Nedugo nakon useljena, Touru otkriva tajnu obitelji Souma; 12 članova obitelji (od 13) posjeduju duhove životinja Kineskog horoskopa, plus trinaesti, duh mačke koji se više ne smatra dijelom horoskopa. Kada ih osoba suprotnog spola zagrli, kada su pod utjecajem emocija ili kod fizičkog napora, pretvaraju se u životinje. Svi koji su ikad saznali za tajnu završili su s gubitkom pamćenje|pamćenja, no Touru obećaje da je tajna sigurna s njom.
 Dalje priča prati njihove živote (Touru i obitelj Souma). 

## Likovi
- Touru Honda (jap. Honda Tōru)

Srednjoškolka, koja ostane bez majke završi živjeti s obitelji Souma, Šigureom, Jukiom i Kjom. Obožava kuhati i odlična je kućanica. Pošto ne želi zamarati djeda, radi da bi otplatila školarinu. Draga je osoba, uvijek spremna pomoći i naivna, zbog čega joj drugi likovi često govore da ponekad mora gledati i vlastite interese.  
- Kjo Souma (jap.Sōma Kyō)

Kjo je mačka po horoskopu. Kladio se s Akitom, da ako pobijedi Jukija (štakor) prije kraja škole, bit će mu dopušten ulazak u horoskop; ako izgubi bit će zaključan u sobu do svoje smrti (kao i sve mačke prije njega). Iako je trenirao mjesecima, ne uspijeva zadati niti jedan udarac Jukiju. Svaki put kada mu netko pokuša pomoći, Kjo ga odguruje od srama zbog svog pravog lika. Kada Touru vidi njegov pravi lik, prihvaća ga i moli da ostane s njom, što stvara veliko prijateljstvo.
Kjova velika želja, osim pobijediti Jukija, je biti prihvaćen i cijenjen. Nakon nekoliko epizoda, odluči se pomiriti s Jukijem samo zbog Touru.
Boja kose mu je narančasta. 
- Juki Souma (jap. Sōma Yuki)

Juki je štakor po horoskopu. Zahvaljujući svom izgledu, poznatiji je kao "Princ dražesni" (eng. "Prince Charming") ili "Prince Yuki". Ima velikih problema sa socijalizacijom. Ima svoj fan klub; PYFC (Prince Yuki Fan Club).
Kao djetetu Akito mu je prouzročio razne grozote, zaključavao ga je i mentalno mučio, što je prouzročilo klaustrofobiju.
Potajno je ljubomoran na Kjoa, jer misli da on može imati normalan život, kako nije dio horoskopa. Touru ga privlači.

## Nagrade
Nacuki Takaja je osvojila Kodansha Manga Award u šoudžo kategoriji za Fruits Basket mangu. Manga je također osvojila "Best Manga" nagradu 2007. na American Anime Awards.

2001. Fruits Basket anime osvojila je Animage Anime Grand Prix nagradu. 

## Vanjske poveznice
Manga
- Hakusensha Fruits Basket manga stranica
- Tokyopop Fruits Basket engleska manga stranica
- Chuang Yi Fruits Basket English manga stranica

Anime
- TV Tokyo Fruits Basket anime stranica
- Funimation Fruits Basket anime stranica  Arhivirana inačica izvorne stranice od 16. travnja 2008. (Wayback Machine)